# Taranagar
Taranagar es una ciudad censal situada en el distrito de Tripura occidental en el estado de Tripura (India). Su población es de 15481 habitantes (2011). 

## Demografía
Según el censo de 2011 la población de Taranagar era de 15481 habitantes, de los cuales 7796 eran hombres y 7685 eran mujeres. Taranagar tiene una tasa media de alfabetización del 92,51%, superior a la media estatal del 87,22%: la alfabetización masculina es del 94,79%, y la alfabetización femenina del 90,20%.